# Reichstag (Empire allemand)
Pour les articles homonymes, voir Reichstag.

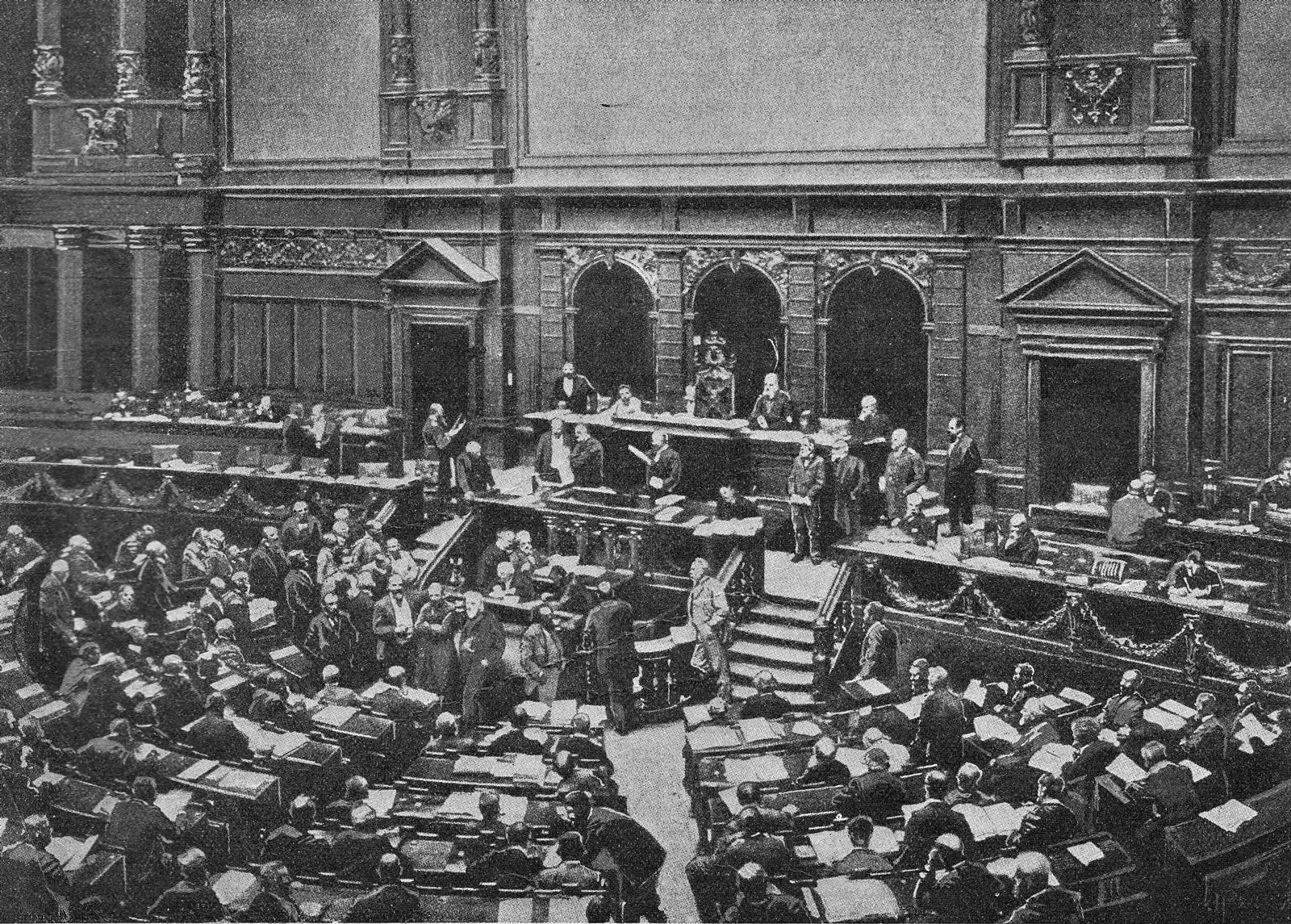
Tribune de la salle des séances plénières du palais du Reichstag, vers 1906.

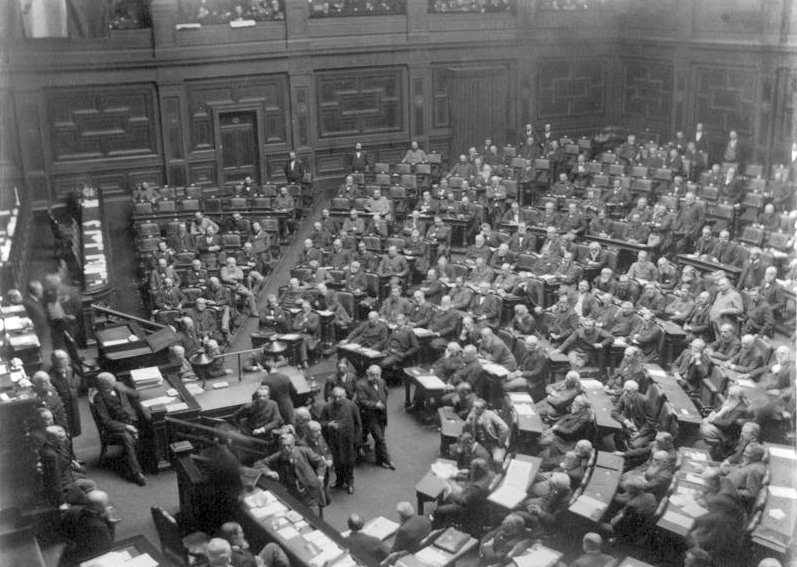
Salle plénière du Reichstag en 1889 au 4 Leipziger Straße

Le Reichstag [ʁajʃstaɡ] (de l'allemand [ˈʁaɪ̯çsˌtaːk]  litt. « Diète d'Empire ») était l’assemblée parlementaire chargée de représenter le peuple allemand unifié sous l’Empire allemand, de 1871 à 1918. Il fut créé en 1867 au service de la Confédération de l'Allemagne du Nord et maintenu lors de la transformation constitutionnelle de 1871. En collaboration avec la chambre haute, le Bundesrat, il exerce alors le pouvoir législatif et vote le budget de l'Empire. S'il dispose d'un certain pouvoir de contrôle sur l'exécutif et peut attirer l'attention de l'opinion publique sur certains points, il n'en reste pas moins largement tributaire des choix du chancelier et de son gouvernement. Toutes les séances de l'assemblée sont publiques,.
Pendant la période de la Confédération de l'Allemagne du Nord, il siège à la Herrenhaus. Après l'unification, il tient sa première séance le 21 mars 1871 dans la salle blanche du château de Berlin, puis très rapidement emménage au 4 de la Leipziger Straße. En 1894 il commence à siéger au palais du Reichstag construit spécialement à cet effet.

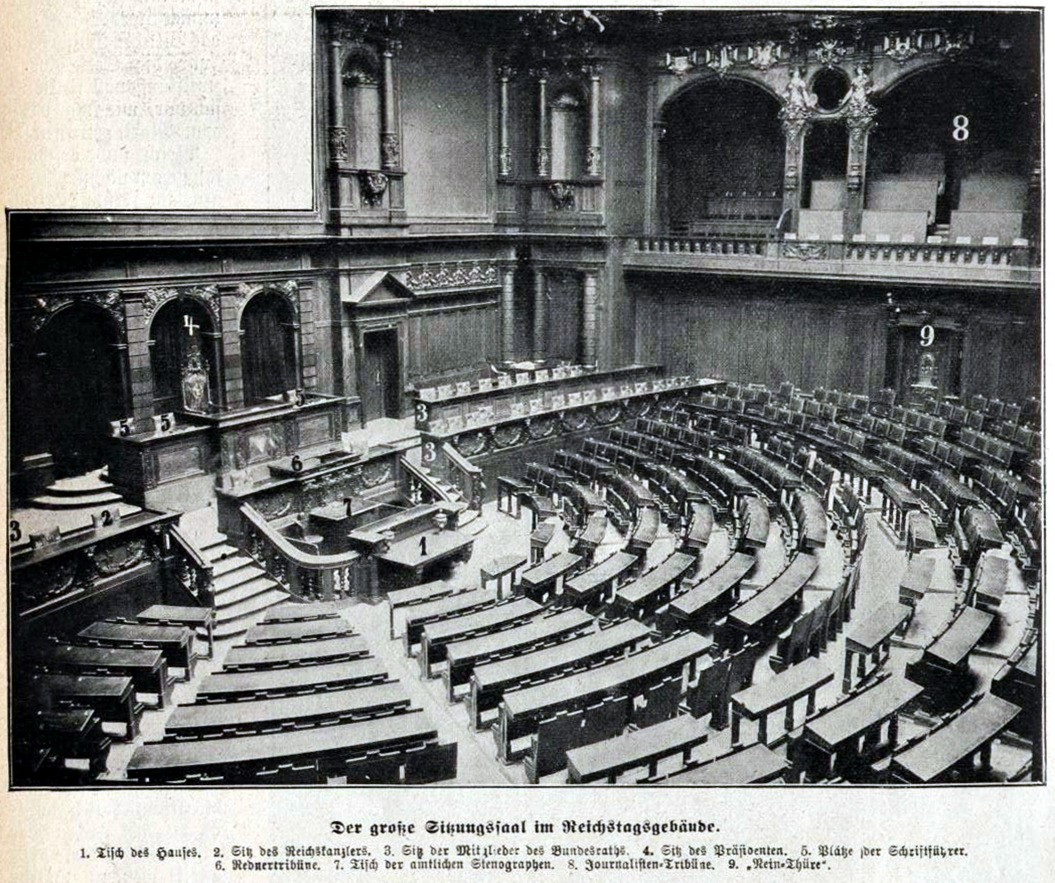
Grande salle du Reichstag en 1903

## Rôle constitutionnel

### Missions

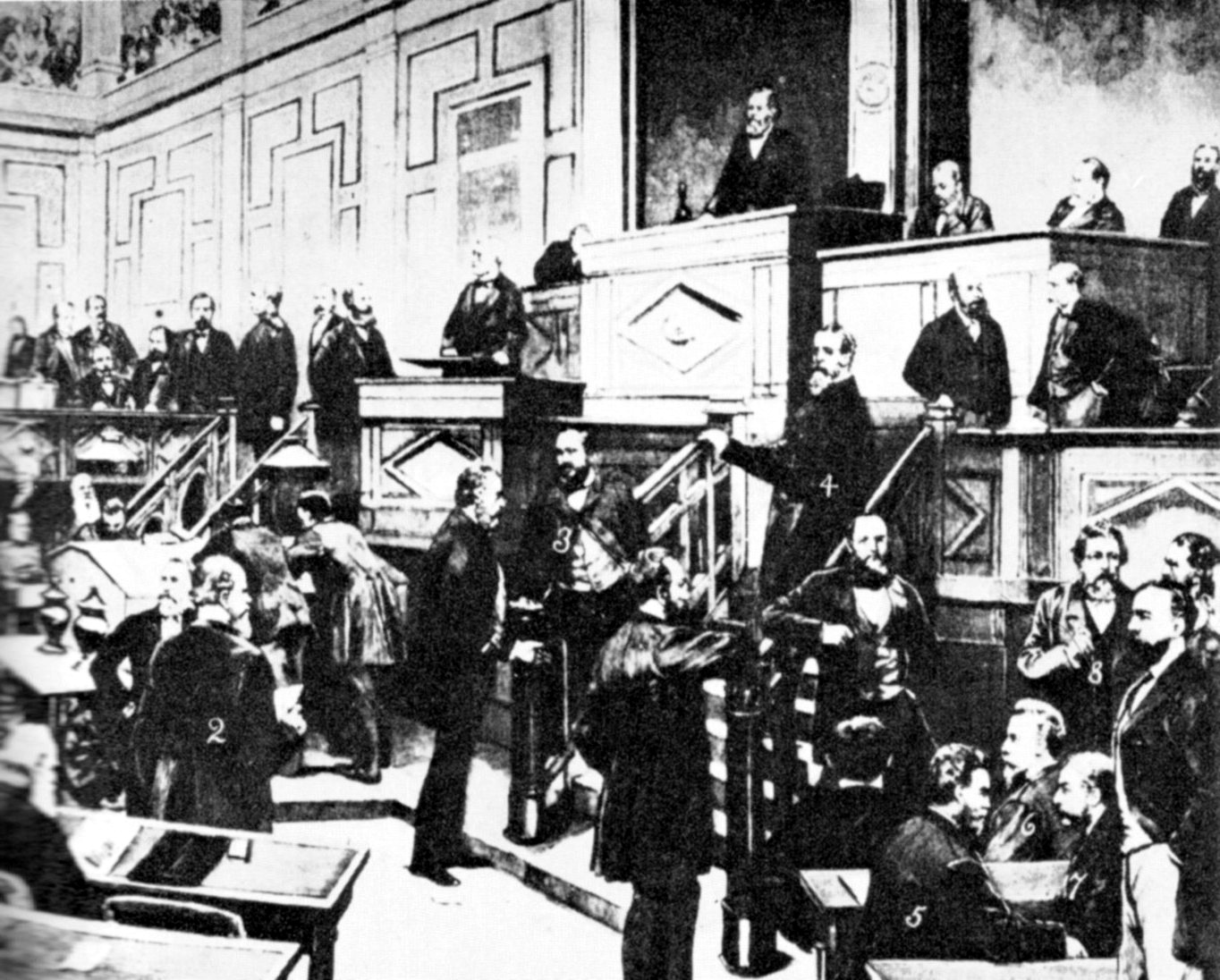
Débats au Reichstag

Le Reichstag exerce le pouvoir législatif en coopération avec le Bundesrat et participe à l’adoption du budget,. Toutes les recettes de l'État doivent également être présentées au parlement,.

#### Pouvoir législatif
Les propositions de loi peuvent être faites par le Bundesrat, mais aussi par le Reichstag. Elles ont cependant besoin de l'accord des deux assemblées pour être votées. Il est ainsi impossible pour la chambre basse d'imposer une loi au détriment des représentants des gouvernements des États fédérés constituant la chambre haute.
En première lecture, un débat général sur l'idée générale de la loi doit être mené. Les discussions sur les détails de la loi doivent avoir lieu en seconde lecture, la troisième devant permettre d'effectuer la synthèse des deux premières. Les nouvelles propositions ont besoin du soutien d'au moins trente députés pour être présentées. Enfin un vote a lieu après la troisième lecture.
Une des compétences centrales du Reichstag est le vote du budget. Alors que Bismarck souhaite un budget voté tous les trois ans, le parlement impose un budget annuel. En cas d'imprévu budgétaire, un vote doit la valider. Le budget ne planifie pas une somme totale, comme Bismarck l'aurait voulu, mais recense en détail tous les postes. Le vote du budget est ainsi le moment de friction avec le gouvernement.
Concrètement, le budget militaire est un sujet de discorde continu. Contrairement au reste, il n'est pas conclu de manière annuelle. Il est voté en 1867 puis en 1874. Par la suite, la loi sur le septennat entérine, après d'âpres négociations, cette durée de sept ans entre chaque vote. Une durée de cinq ans est ensuite décidée. Une réduction du budget militaire est quasiment impossible et le parlement a des difficultés à influencer l'usage des fonds entre les différents postes de l'armée.
Les autres années, le parlement n'a aucun levier pour influencer le budget militaire qui représente de loin le premier poste de dépense. Cela n'est cependant pas une particularité allemande, d'autres États européens adoptent la même stratégie[évasif].
Au niveau des recettes, le pouvoir du parlement est également limité. Les impôts indirects et les droits de douane sont ainsi déterminés pour des périodes de temps longues. Les contributions matriculaires, c'est-à-dire l'argent que transmettent les États fédérés à l'État fédéral, sont quant à elles hors des compétences du parlement. Il peut créer de nouvelles sources de revenus mais ne peut les imposer seul,.
Tout particulièrement dans le domaine de la politique étrangère, le pouvoir du parlement est très limité. Les douanes, le commerce et le transport sont les seuls domaines où l'accord du parlement est explicitement requis. Les alliances ne sont pas de son ressort et peuvent rester complément secrètes. Les déclarations de guerre et de paix sont de la compétence de l'empereur, même si le Reichstag, et non le Bundesrat, est sollicité pour les ratifier.

#### Contrôle des institutions

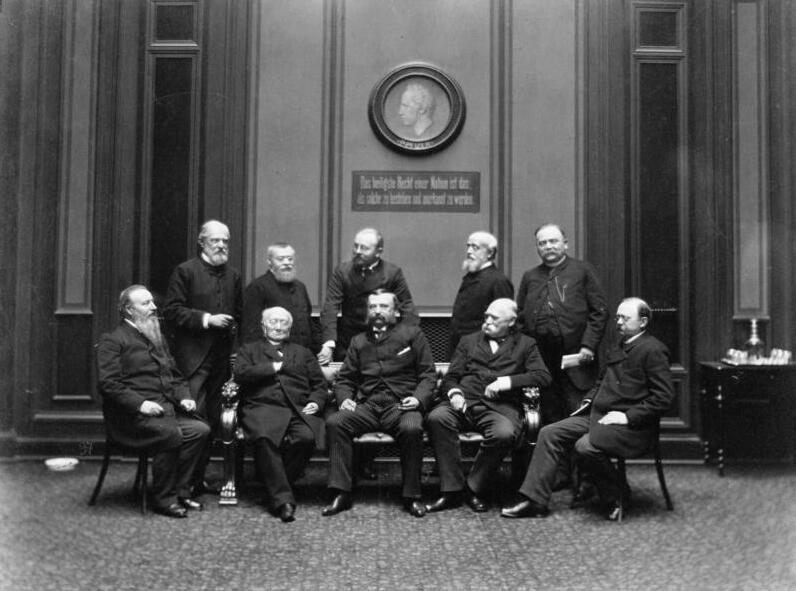
Membres du groupe parlementaire Zentrum.

Le parlement a le droit dans tous les domaines de poser des questions au gouvernement et de porter des pétitions. Une question nécessite trente députés au moins. Le chancelier est alors libre de répondre. En général, le gouvernement ne dérobe pas, à l'inverse de Bismarck sur les questions de politique étrangère. Les commissions permettent également d'exercer un contrôle. En 1912, une réforme permet aux députés de poser une « petite question » au chancelier. Encore une fois, un devoir de réponse n'est pas présent. Le droit de poser des questions au gouvernement est également étendue dans cette réforme, avec la possibilité de poser des questions non préparées pour les députés. Ainsi lors de l'incident de Saverne en 1913, le chancelier Theobald von Bethmann Hollweg se fait ouvertement critiquer par le parlement qui utilise cette possibilité. Toutefois, ces questions n'ont pas de conséquence dans le domaine du droit public, les questions ne faisant pas partie du droit constitutionnel mais seulement du règlement du parlement,.
Le parlement n'a aucune influence sur la nomination ou le renvoie d'un chancelier impérial, ce qui est du ressort de l'empereur. Il a encore moins d'influence sur la nomination des secrétaires d'État, qui est de la responsabilité du chancelier. Ce dernier n'est donc pas lié à une majorité parlementaire. Il est certes « responsable » devant le Reichstag mais cette notion n'a jamais été clarifiée. Le parlement n'a pas le droit non plus de convoquer le chancelier.

### Relations avec le chancelier

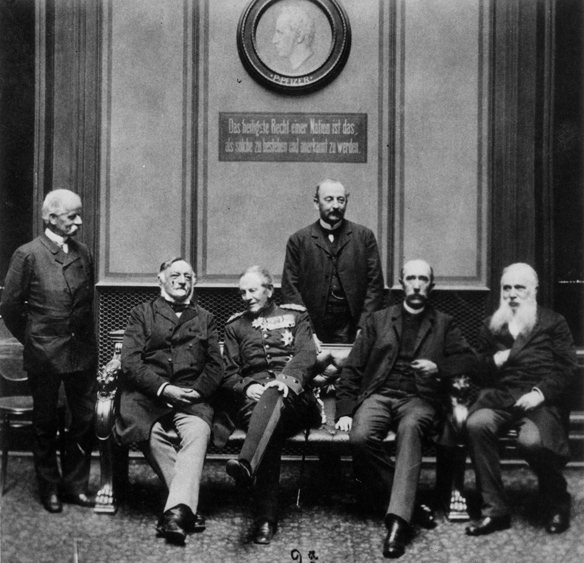
Membres du groupe parlementaire des conservateurs

Ses pouvoirs sont cependant limités par l’impossibilité de contrôler l’action du pouvoir exécutif, le chancelier n’étant responsable que devant l’empereur. À l'inverse le Bundesrat peut dissoudre le Reichstag, et le chancelier impérial présidant cette assemblée, il peut aussi de facto dissoudre le Reichstag. Combiné à la menace continue de la dissolution, cela explique partiellement l'impossibilité qu'a le parlement de former une véritable opposition gouvernementale. Guillaume II le qualifie de « cage aux singes »[réf. souhaitée]. Cependant le pouvoir budgétaire et législatif du Reichstag lui donne un pouvoir certain face au chancelier. Le positivisme juridique de l'époque empêche ce dernier de diriger par décrets. La société et l'économie changement rapidement et l'Empire étant un État complexe, le chancelier a besoin d'un appareil législatif puissant.
Il est nécessaire pour lui de s'assurer la majorité au Reichstag. Le suffrage universel conduit à une forte mobilisation des masses, ainsi alors que la participation est de 51 % en 1871, elle atteint 85 % en 1912. Les partis et les groupes d'intérêt utilisent le Reichstag pour porter leurs idées, il a une position clé dans la prise de décision au sein de l'Empire allemand. Les parlementaires n'utilisent cependant que très peu ce fait pour promouvoir le parlementarisme.

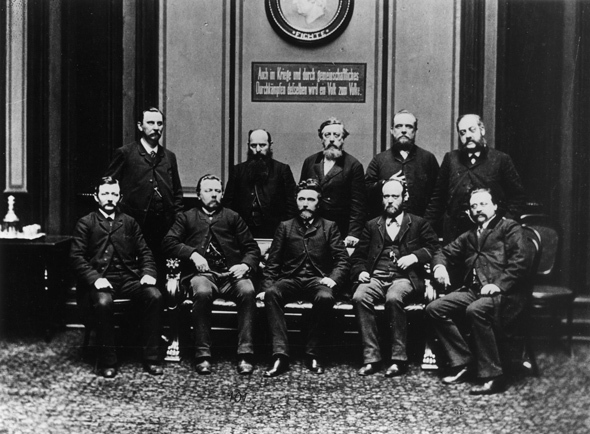
Membres du groupe parlementaire social-démocrate en 1889

Le rapport de puissance entre le parlement et le gouvernement est influencé par sa structure interne et la taille de sa majorité. Dans ce contexte, le système à 5 familles politiques allemands rend la formation d'une large majorité difficile. Par exemple, Bismarck monte les partis les uns contre les autres, change à plusieurs reprises de majorité et de coalition, affaiblissant ainsi le parlement. À partir du tournant conservateur de 1878, les groupes parlementaires ne se mobilisent plus que pour réagir ou empêcher certains mesures gouvernementales. Le manque de capacité de compromis des partis politiques a pour effet de donner la main au gouvernement. En cas de nécessité, les chanceliers n'hésitent pas non plus à dissoudre le parlement. Les campagnes électorales qui suivent doivent permettre au gouvernement d'influencer les urnes en sa faveur. La peur de la dissolution a donc un pouvoir certains sur les partis.
Après la fin de l'ère Bismarck, cette peur perd en intensité. Les électeurs sont plus engagés, plus fidèle à un parti. Le gouvernement ne peut plus comme avant compter mobiliser les abstensionistes et les indécis pour imposer ses vues. Entre 1890 et 1907, les dissolutions ne se sont ainsi pas accompagnées d'une amélioration de la majorité pour le gouvernement. D'un autre côté, la plus grande polarisation des partis rend plus faible leur capacité à se liguer contre le gouvernement.
La responsabilité gouvernementale n'est instaurée qu’en 1918 lors de la réforme d’octobre, mais la révolution de novembre balaye quelques jours plus tard les institutions impériales. Le Reichstag instauré en 1919 par la république de Weimar gagna en importance dans le système politique.

## Règlement du parlement et président

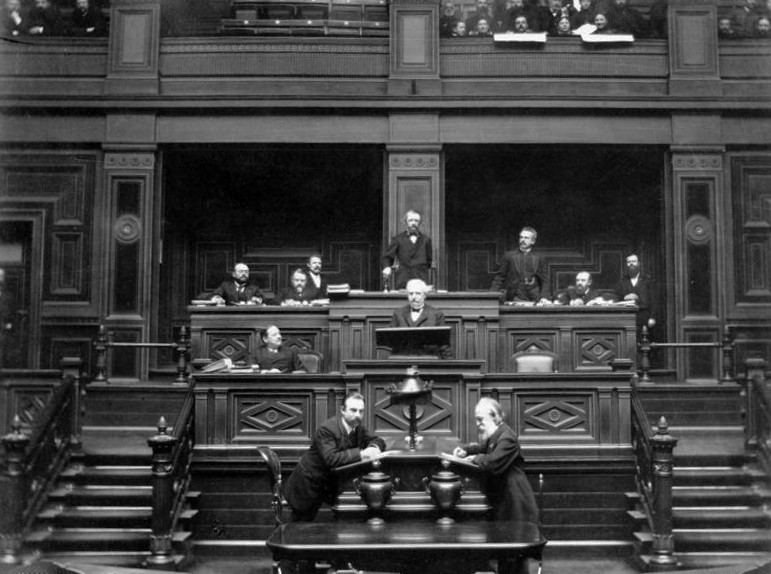
Pupitre, président et sténographe

L'organisation interne et le règlement du Reichstag est inspirée de celle de la chambre de représentants de Prusse. Celui-ci reste en vigueur jusqu'en 1922. Les débats ne doivent en théorie avoir lieu qu'à partir du pupitre ou des bancs des députés. En pratique, beaucoup de députés débattent autour de la table sur laquelle sont posés les urnes, les attroupements autour des auditeurs sont également courants. Le président du parlement fait en général preuve de laxisme sur ce point.
Il y a bien des commissions, mais elles ne sont que rarement constituées. Leur nombre de membres dépend de la force des différents groupes parlementaires. Leur présidence est décidée par l'assemblée des seniors. À la différence de ce qui fait ensuite dans la république de Weimar, il n'y a pas de nombre fixe ou de tâches définies pour les commissions.
Les députés élisent un président et son adjoint. Le président représente le parlement à l'extérieur et a pour tâche de maintenir l'ordre en son sein. Il décide également de l'ordre du jour, le parlement ne peut s'y opposer qu'avec un vote à la majorité. Il donne aussi la parole aux députés, même s'il suit normalement l'ordre des inscriptions dans la liste des orateurs. Celui-ci est en général établie en accord avec les groupes parlementaires et l'assemblée des séniors. Le président peut rappeler à l'ordre un député, lui demander de retirer ses paroles, ou l'exclure de l'hémicycle. Il n'est ainsi pas permis de débattre sur la personne de l'empereur en public.
Les membres du Bundesrat et le chancelier ont un droit à part, ils peuvent demander à être entendus mais ne sont pas soumis à l'autorité du président du parlement.

## Groupes parlementaires et assemblée des séniors

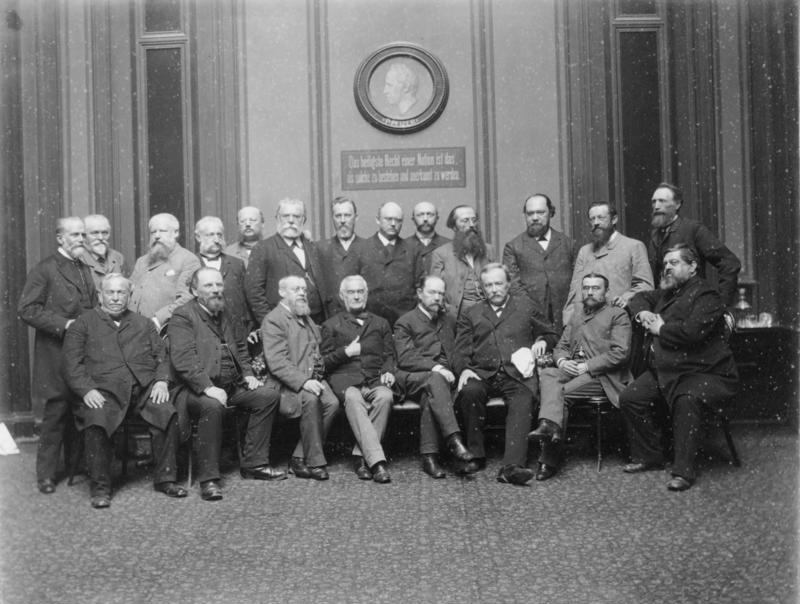
Membres du groupe parlementaire du Parti radical allemand.

Les groupes parlementaires, dits « Fraktion » en allemand, ne sont pas prévus dans le règlement parlementaire. Ils constituent pourtant de facto l'élément de base de la structure interne du parlement. Les « départements » prévus par le règlement n'ont pas contre aucun rôle concret. Les députés sont censés être indépendant selon la vision libérale d'un parlement. Il y a d'ailleurs des députés sans fraction, les députés dits « sauvages ». Les changements de groupe parlementaire sont également courants. Ils n'en restent pas moins déterminants pour l'organisation du parlement : ils dictent le règlement, nomment le président, choisissent les orateurs et la composition des commissions.
Les groupes parlementaires regroupent en général des députés appartenant au même parti. Ils désignent un président issu des meneurs du parti. À côté des membres réguliers se trouvent des membres « stagiaires » qui font partie du groupe mais pas du parti. Le financement des groupes parlementaires provient de leurs membres. Des réunions de groupe ont souvent lieu afin de coordonner l'action parlementaire.
Il n'y a en général pas d'obligation écrite de voter conformément à la consigne dans les groupes. Le groupe parlementaire polonais est en cela une exception. La menace d'une exclusion du groupe représente cependant un moyen de pression efficace pour maintenir un certain ordre. L'obligation morale qu'ont les députés vis-à-vis de leur groupe est également importante, la discipline au sein des groupes parlementaires est donc finalement assez grande. Les groupes des partis bourgeois sont ceux où elle est la moins forte, les députés votant souvent à leur guise,.
L'assemblée des séniors existent également en dehors du cadre du règlement parlementaire. Ces comités rassemblent les différents meneurs des fractions pour s'accorder sur l'ordre du jour, la composition des commissions et sur les questions de procédure. Les décisions n'y sont pas prises à la majorité mais à l'unanimité. À partir de 1890, les fractions y sont représentées en fonction de leur force respective.
La position du président du Reichstag vis-à-vis de l'assemblée des séniors dépend de ses appuis. S'il est issu d'un groupe parlementaire faible, il doit suivre les décisions de l'assemblée plus fidèlement que s'il vient d'un puissant groupe puissant. Jusqu'en 1884, les présidents ne font pas partie de l'assemblée. Par la suite, le premier vice-président exerce également la fonction de président de l'assemblée des séniors. À partir de 1899, le président du Reichstag devient également président de cette assemblée.

### Suffrage et découpe électorale
La constitution bismarckienne du 16 avril 1871 ne change pas les règles établies dans la constitution de la Confédération de l'Allemagne du Nord le 17 avril 1867. Le droit de vote est inspiré de celui en vigueur dans la Constitution de Francfort de 1849.
Le suffrage est universel, égalitaire, et secret. Tous les hommes âgés de plus de 25 ans peuvent voter. Ce droit de vote est très progressiste en comparaison de celui des autres pays, mais aussi en comparaison de celui utilisé pour les élections régionales en Allemagne. Dans la plupart des États fédérés un suffrage censitaire est en vigueur, voire un suffrage inégalitaire comme en Prusse avec le système des trois classes. Otto von Bismarck espère limiter l'influence des libéraux par ce suffrage et renforcer au contraire les conservateurs. Les femmes n'ont jamais acquis le droit de vote dans l'Empire allemand.
Un député est élu dans chaque circonscription électorale à la majorité. Ils sont élus de manière directe. Si un candidat a la majorité absolue au premier tour, il est élu directement, sinon on procède à un second tour où figurent les deux candidats ayant fait les meilleurs scores au premier tour.
Les mandats ont au départ une durée de trois ans, portée à cinq ans en 1885.
Pendant la période de la Confédération de l'Allemagne du Nord, le Reichstag est constitué de 297 députés. En 1871, ce nombre s'élève à 382 députés, puis 397 à partir de 1874 avec l'entrée de quinze députés alsaciens. Ce nombre n'évolue plus par la suite. Les circonscriptions sont au départ découpées afin d'avoir environ 100 000 habitants chacune. Huit petits États constituent des exceptions, sachant qu'ils ont leur propre circonscription bien qu'ayant une population inférieure à ce nombre.
Toutefois la croissance démographique inégale dans les différentes circonscriptions, combinée à l'exode rural, déséquilibre rapidement la population entre les circonscriptions. Ainsi en 1912 dans celle de Schaumbourg-Lippe, il réside un peu plus de 10 000 habitants, contre 340 000 dans celle de Teltow-Charlottenburg. Ce découpage défavorise donc les partis ayant leur électorat dans les villes.

### Statut des députés
Les députés sont considérés comme les représentants de l'ensemble du peuple allemand. La Constitution dispose qu'ils ne sont pas tenus de suivre les consignes de leurs administrés. Ils disposent de l'immunité parlementaire. Les députés également fonctionnaires sont protégés des punitions administratives dont ils pourraient être victimes à cause de leur position politique.
Au départ, ils ne sont donc ni rémunérés ni dédommagés, le mandat des députés étant un poste honorifique,. On veut éviter l'émergence d'hommes politiques de métier. Dans les faits, cela signifie qu'il faut pouvoir se passer de revenu pendant la durée du mandat pour pouvoir être député.
La séparation du pouvoir législatif et exécutif est explicite : un député ne peut en même temps occuper un poste de direction dans l'administration fédérale ou dans le gouvernement d'un État fédéré. Les députés peuvent exercer un autre métier en parallèle par exemple avocat ou journaliste. Max Weber ajoute également les métiers de Junker, grand industriel, rentier et haut fonctionnaire à la liste. À l'inverse, les métiers d'entrepreneur et d'ouvrier semblent complètement incompatibles avec la fonction.
Du soutien financier est parfois fourni par les partis ou d'autres groupes d'intérêt. Le SPD donne ainsi à ses députés une sorte de salaire à partir de 1876. En outre certains députés sont officiellement employés de bureau ou journalistes pour leur parti. En 1898, environ 40 % des députés sociaux-démocrates sont embauchés par le parti et de 15 à 20 % supplémentaire sont employés par les syndicats libres. Chez les conservateurs, la Fédération des agriculteurs apporte son soutien financier en échange du soutien politique au parti. Les groupes d'intérêts industriels et l'Église catholique opèrent de manière similaire.
Par ailleurs, de nombreux députés du Reichstag cumulent ce mandat avec un siège à la chambre des représentants de Prusse, qui est quant à lui rémunéré. En 1903 cela concerne 110 hommes politiques. La réforme de 1906 fait chuter ce chiffre, et en 1913 seuls 45 hommes politiques pratiquent le cumul.
Une indemnisation n'apparaît qu'en 1906. Elle s'élève à trois mille Marks par an, ce qui reste trop peu pour vivre. L'absence d'indemnité n'a donc pu empêcher l'apparition d'hommes politiques de métier,,.

## Sièges
Pendant la période de la Confédération de l’Allemagne du Nord les séances ont lieu dans l'ancienne maison de la famille Mendelssohn-Bartholdy qu'est l'Herrenhaus au 3 de la Leipziger Straße.
Après l'unification le parlement tient sa première séance le 21 mars 1871 dans la salle blanche du château de Berlin. Il emménage ensuite au palais Hardenberg sur la Dönhoffplatz, au 75, Leipziger Strasse où se rassemble déjà la chambre des représentants de Prusse. Le bâtiment est toutefois trop petit. En attendant la construction du palais du Reichstag, la fabrique de porcelaine royale située au 4, Leipziger Straße est reconvertie pour accueillir le parlement. Il y emménage durant l'automne 1871. En 1894, finalement, il commence à siéger au palais du Reichstag construit spécialement à cet effet,.

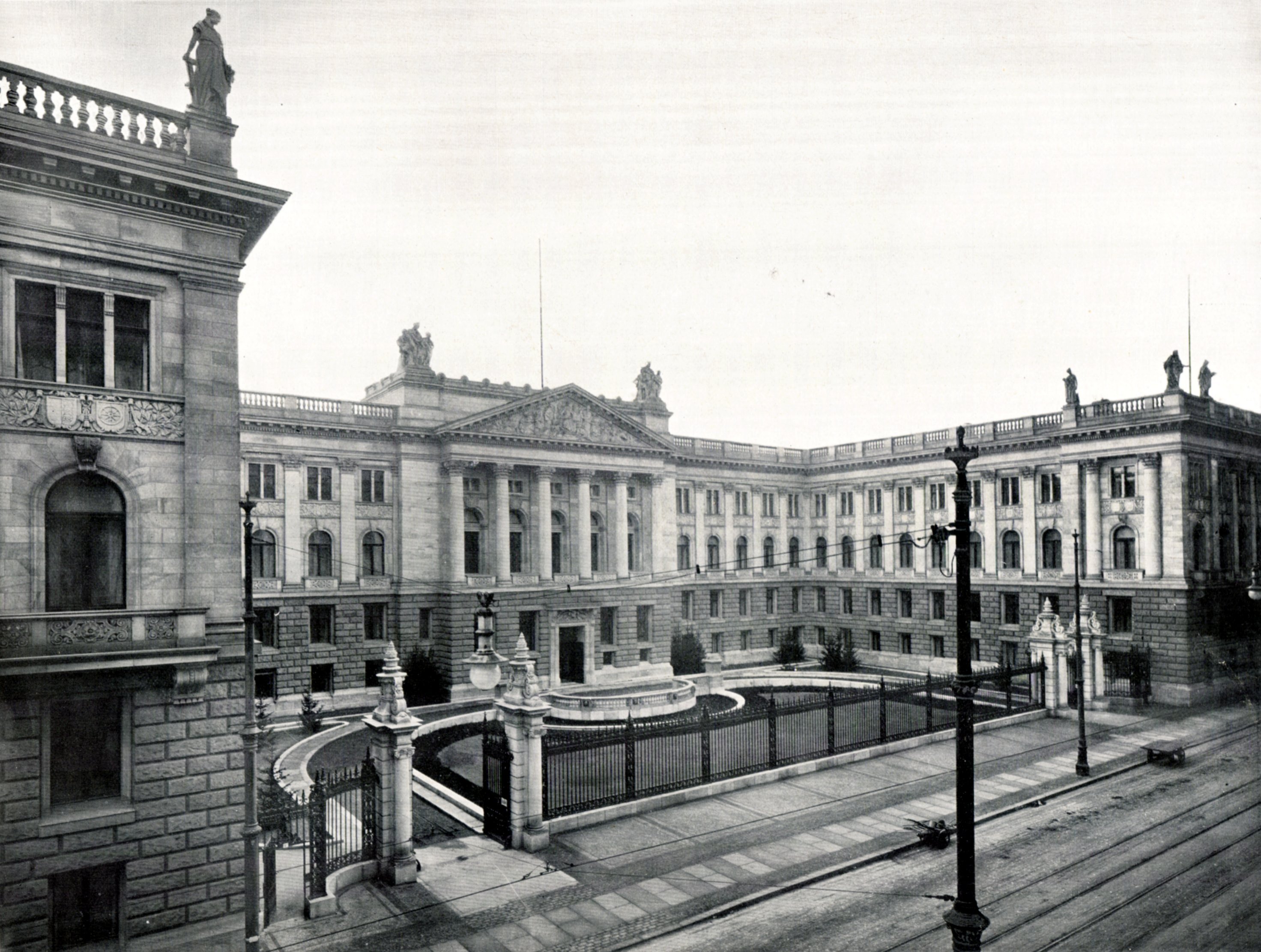
Herrenhaus
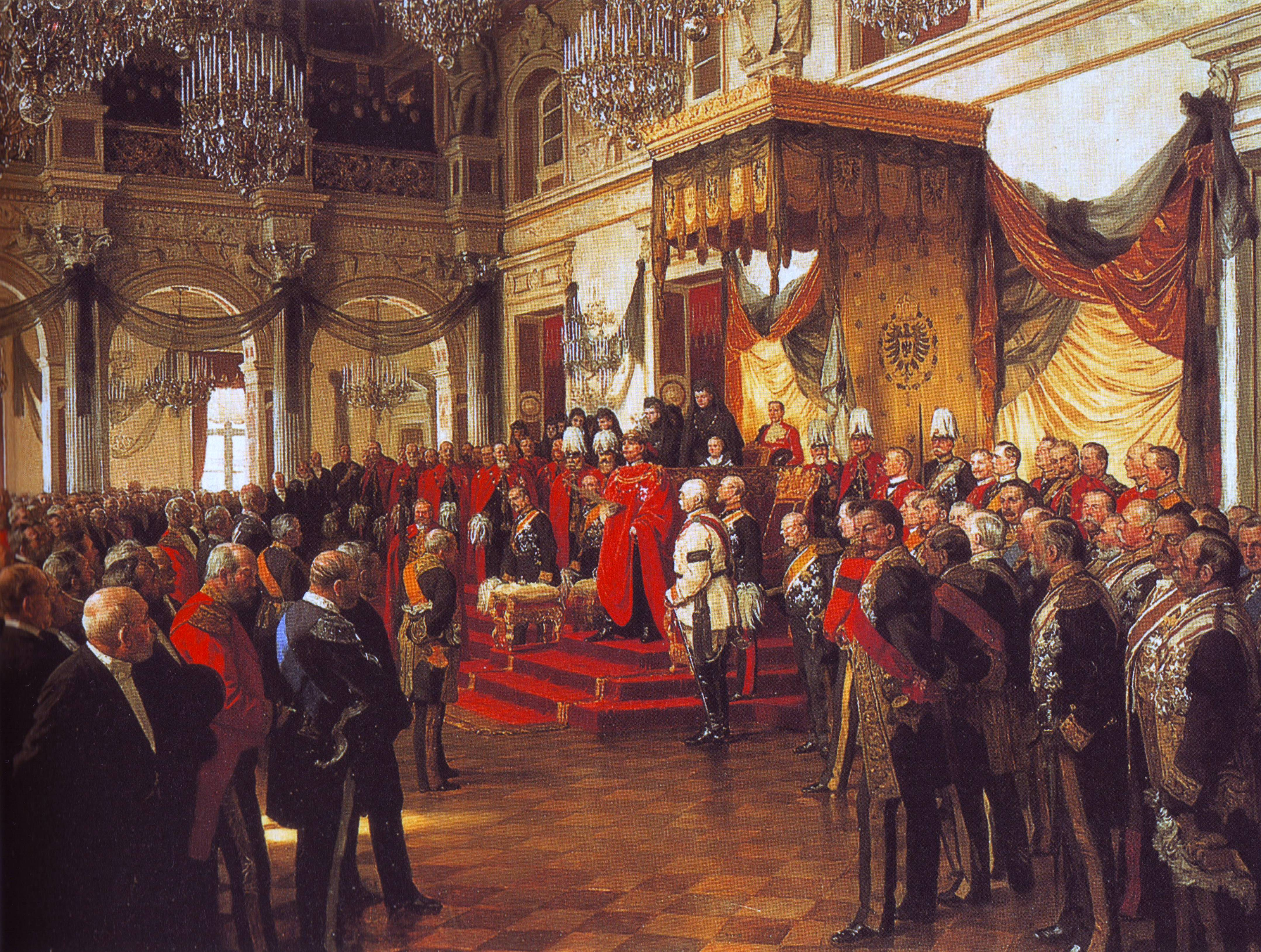
Ouverture du Reichstag dans la salle blanche
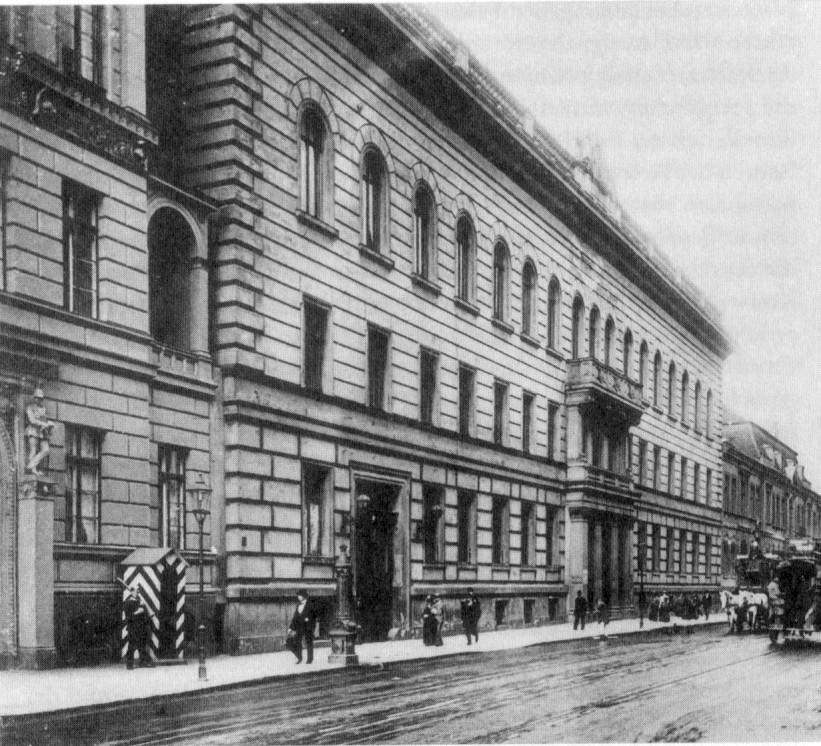
4 de la Leipziger Strasse
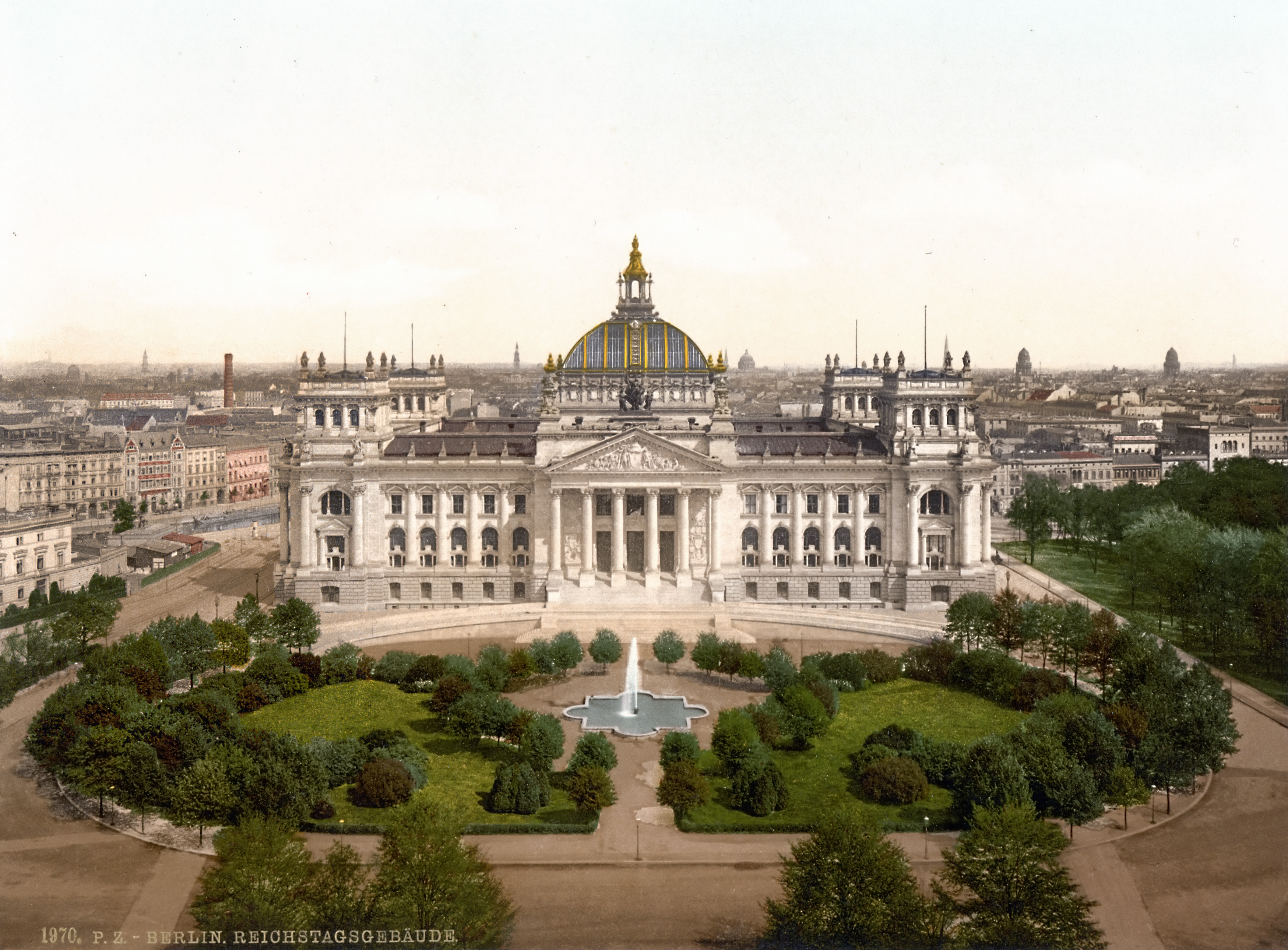
Palais du Reichstag comme il est jusqu'en 1900
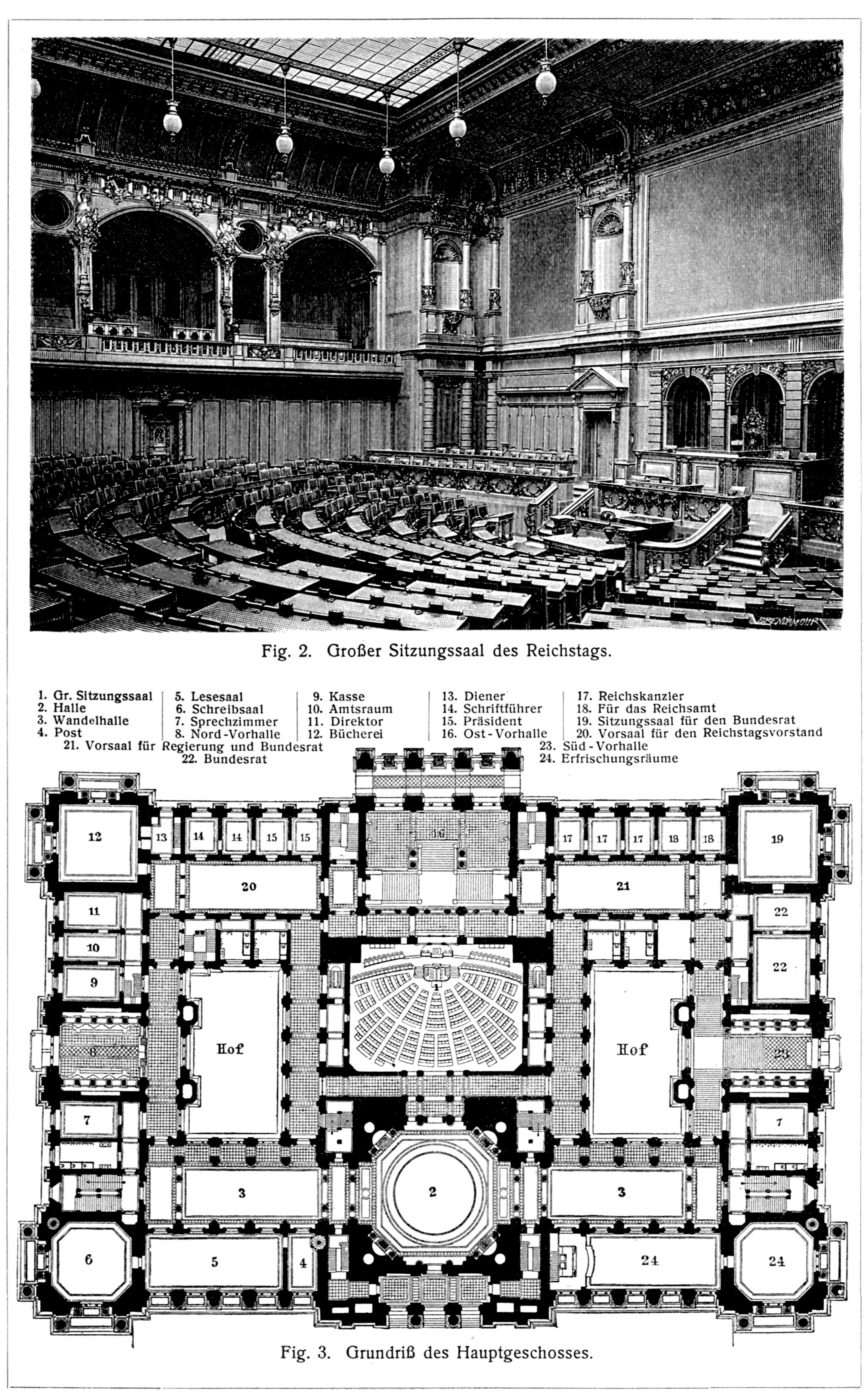
Palais du Reichstag vu intérieure et plan en 1905

## Histoire

### Composition politique
Le système politique de l'Empire allemand est pluraliste. Il repose sur 5 grandes familles politiques : les conservateurs, les libéraux de gauche, de droite, les catholiques et les socialistes. Cette division est purement idéologique : chaque parti a sa propre vision du monde. Le Reichstag ne gouvernant pas, il n'a pas de nécessité de former de majorité. On est donc très éloigné d'un système bipartite comme en Grande-Bretagne.

### Convocations et dissolutions
Le Reichstag n'est pas convoqué automatiquement, l'Empereur doit renouveler la convocation de manière annuelle. Les séances sont publiques. La presse fait largement des débats y ayant lieu. Les mandats d'une durée de 3 ans, puis de 5 ans sont divisés en plusieurs sessions, en général 4 ou 5 durant entre 1 et 4 mois. Si un projet de loi, une pétition ou quelque chose d'autre n'est pas conclu à la fin d'une session, il doit être repris depuis le début à la suivante. Il y a toutefois des exceptions à cette règle.
Le Bundesrat peut, avec l'accord de l'Empereur, dissoudre le Reichstag à tout moment. Les nouvelles élections doivent alors avoir lieu dans les 60 jours suivants. Le nouveau parlement doit être convoqué au maximum 90 jours après la dissolution. Dans les faits des dissolutions sont faites en 1878, 1887, 1893 et 1906,.

### Résultats des différentes élections

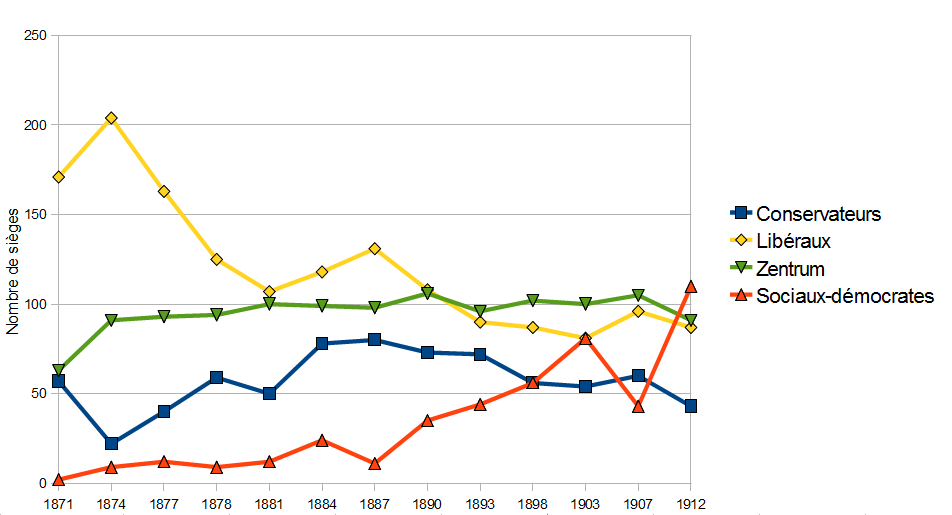
Évolution du nombre de sièges des grandes familles politiques aux élections législatives allemandes. Pour plus de clarté les progressistes et nationaux-libéraux sont groupés

| Année de l'élection        | 1871     | 1871       | 1871        | 1874     | 1874       | 1874        | 1877     | 1877       | 1877        | 1878     | 1878       | 1878        |
| -------------------------- | -------- | ---------- | ----------- | -------- | ---------- | ----------- | -------- | ---------- | ----------- | -------- | ---------- | ----------- |
| Taux de participation (%)  | 51,0     | 51,0       | 51,0        | 61,2     | 61,2       | 61,2        | 60,6     | 60,6       | 60,6        | 63,4     | 63,4       | 63,4        |
| Parti politique            | Voix (%) | Sièges (%) | Sièges (nb) | Voix (%) | Sièges (%) | Sièges (nb) | Voix (%) | Sièges (%) | Sièges (nb) | Voix (%) | Sièges (%) | Sièges (nb) |
| Conservateur               | 14,1     | 14,9       | 57          | 6,9      | 5,5        | 22          | 9,7      | 10,1       | 40          | 13,0     | 14,9       | 59          |
| Conservateur libre         | 8,9      | 9,7        | 37          | 7,2      | 8,3        | 33          | 7,9      | 9,6        | 38          | 13,6     | 14,4       | 57          |
| National-libéral           | 30,1     | 32,7       | 125         | 29,7     | 39,0       | 155         | 27,2     | 32,2       | 128         | 23,1     | 24,9       | 99          |
| Progressiste puis Radical  | 8,8      | 12,0       | 46          | 8,6      | 12,3       | 49          | 7,7      | 8,8        | 35          | 6,7      | 6,6        | 26          |
| Zentrum                    | 18,6     | 16,5       | 63          | 27,9     | 22,9       | 91          | 24,8     | 23,4       | 93          | 23,1     | 23,7       | 94          |
| Sociaux-démocrates         | 3,2      | 0,5        | 2           | 6,8      | 2,3        | 9           | 9,1      | 3,0        | 12          | 7,6      | 2,3        | 9           |
| Polonais                   | 4,5      | 3,4        | 13          | 3,8      | 3,5        | 14          | 4,0      | 3,5        | 14          | 3,6      | 3,5        | 14          |
| Alsace-Lorraine            | -        | -          | -           | 4,5      | 3,8        | 15          | 3,7      | 3,8        | 15          | 3,1      | 3,8        | 15          |
| Autres minorités           | -        | -          | 8           | -        | -          | 5           | -        | -          | 5           | -        | -          | 11          |
| Autres partis              | -        | -          | 31          | -        | -          | 4           | -        | -          | 17          | -        | -          | 13          |
| Source : Nipperdey p. 315, |          |            |             |          |            |             |          |            |             |          |            |             |

| Année de l'élection        | 1881     | 1881       | 1881        | 1884     | 1884       | 1884        | 1887     | 1887       | 1887        | 1890     | 1890       | 1890        |
| -------------------------- | -------- | ---------- | ----------- | -------- | ---------- | ----------- | -------- | ---------- | ----------- | -------- | ---------- | ----------- |
| Taux de participation (%)  | 56,3     | 56,3       | 56,3        | 60,6     | 60,6       | 60,6        | 77,5     | 77,5       | 77,5        | 71,6     | 71,6       | 71,6        |
| Parti politique            | Voix (%) | Sièges (%) | Sièges (nb) | Voix (%) | Sièges (%) | Sièges (nb) | Voix (%) | Sièges (%) | Sièges (nb) | Voix (%) | Sièges (%) | Sièges (nb) |
| Conservateur               | 16,3     | 12,6       | 50          | 15,2     | 19,6       | 78          | 15,2     | 20,2       | 80          | 12,4     | 18,4       | 73          |
| Conservateur libre         | 7,4      | 7,1        | 28          | 6,9      | 7,1        | 28          | 9,8      | 10,3       | 41          | 6,7      | 5,0        | 20          |
| National-libéral           | 14,7     | 11,8       | 47          | 17,6     | 12,8       | 51          | 22,2     | 24,9       | 99          | 16,3     | 10,6       | 42          |
| Progressiste puis Radical  | 12,7     | 15,1       | 60          | 17,6     | 16,9       | 67          | 12,9     | 8,1        | 32          | 16,0     | 16,6       | 66          |
| Zentrum                    | 23,2     | 25,2       | 100         | 22,6     | 24,9       | 99          | 20,1     | 24,7       | 98          | 18,6     | 26,7       | 106         |
| Sociaux-démocrates         | 6,1      | 3,0        | 12          | 9,7      | 6,0        | 24          | 10,1     | 2,8        | 11          | 19,7     | 8,8        | 35          |
| Parti populaire allemand   | -        | -          | -           | -        | -          | -           | -        | -          | -           | -        | -          | 10          |
| Polonais                   | 3,8      | 4,5        | 18          | 3,6      | 4,0        | 16          | 2,9      | 3,3        | 13          | 3,4      | 4,0        | 16          |
| Alsace-Lorraine            | 3,0      | 3,8        | 15          | 2,9      | 3,8        | 15          | 3,1      | 3,8        | 15          | 1,4      | 2,5        | 10          |
| Autres minorités           | -        | -          | 12          | -        | -          | 14          | -        | -          | 15          | -        | -          | 12          |
| Antisémite                 | -        | -          | -           | -        | -          | -           | 0,2      | 0,3        | 1           | 0,7      | 1,3        | 5           |
| Autres partis              | -        | -          | 9           | -        | -          | 7           | -        | -          | 2           | -        | -          | 2           |
| Source : Nipperdey p. 315, |          |            |             |          |            |             |          |            |             |          |            |             |

| Année de l'élection        | 1893     | 1893       | 1893        | 1898     | 1898       | 1898        | 1903     | 1903       | 1903        | 1907     | 1907       | 1907        |
| -------------------------- | -------- | ---------- | ----------- | -------- | ---------- | ----------- | -------- | ---------- | ----------- | -------- | ---------- | ----------- |
| Taux de participation (%)  | 72,5     | 72,5       | 72,5        | 68,1     | 68,1       | 68,1        | 76,1     | 76,1       | 76,1        | 84,7     | 84,7       | 84,7        |
| Parti politique            | Voix (%) | Sièges (%) | Sièges (nb) | Voix (%) | Sièges (%) | Sièges (nb) | Voix (%) | Sièges (%) | Sièges (nb) | Voix (%) | Sièges (%) | Sièges (nb) |
| Conservateur               | 13,5     | 18,1       | 72          | 11,1     | 14,1       | 56          | 10,0     | 13,6       | 54          | 9,4      | 15,1       | 60          |
| Conservateur libre         | 5,7      | 7,1        | 28          | 4,4      | 5,8        | 23          | 3,5      | 5,3        | 21          | 4,2      | 6,0        | 24          |
| National-libéral           | 13,0     | 13,4       | 53          | 12,5     | 11,6       | 46          | 13,8     | 12,8       | 51          | 14,5     | 13,6       | 54          |
| Progressiste puis Radical  | 12,6     | 9,3        | 37          | 9,7      | 10,4       | 41          | 8,3      | 7,6        | 30          | 9,7      | 10,6       | 42          |
| Zentrum                    | 19,1     | 24,2       | 96          | 18,8     | 25,7       | 102         | 19,7     | 25,2       | 100         | 19,4     | 26,4       | 105         |
| Sociaux-démocrates         | 23,3     | 11,1       | 44          | 27,2     | 14,1       | 56          | 31,7     | 20,4       | 81          | 29,0     | 10,8       | 43          |
| Volkspartei                | -        | -          | 11          | -        | -          | 8           | -        | -          | 6           | -        | -          | 7           |
| Polonais                   | 3,0      | 4,9        | 19          | 3,1      | 3,5        | 14          | 3,7      | 4,0        | 16          | 4,0      | 5,0        | 20          |
| Alsace-Lorraine            | 1,5      | 2,0        | 8           | 1,4      | 2,5        | 10          | 1,1      | 2,3        | 9           | 0,9      | 1,8        | 7           |
| Autres minorités           | -        | -          | 8           | -        | -          | 10          | -        | -          | 7           | -        | -          | 2           |
| Antisémites                | 3,4      | 4,0        | 16          | 3,7      | 3,3        | 13          | 2,6      | 2,8        | 11          | 2,2      | 5,5        | 22          |
| Autres partis              | -        | -          | 5           | -        | -          | 18          | -        | -          | 11          | -        | -          | 11          |
| Source : Nipperdey p. 522, |          |            |             |          |            |             |          |            |             |          |            |             |

| Année de l'élection       | 1912     | 1912       | 1912        |
| ------------------------- | -------- | ---------- | ----------- |
| Taux de participation (%) | 84,9     | 84,9       | 84,9        |
| Parti politique           | Voix (%) | Sièges (%) | Sièges (nb) |
| Conservateur              | 9,2      | 10,8       | 43          |
| Conservateur libre        | 3,0      | 3,5        | 14          |
| National-libéral          | 13,5     | 11,3       | 45          |
| Progressiste puis Radical | 12,3     | 10,6       | 42          |
| Zentrum                   | 16,4     | 22,8       | 91          |
| Sociaux-démocrates        | 34,8     | 27,7       | 110         |
| Polonais                  | 3,6      | 4,5        | 18          |
| Alsace-Lorraine           | 1,3      | 2,3        | 9           |
| Autres minorités          | -        | -          | 6           |
| Antisémites               | 2,5      | 2,5        | 10          |
| Autres partis             | -        | -          | 9           |
| Source : Nipperdey p. 522 |          |            |             |

### Présidents duReichstag
| Numéro | Nom                                     | Entrée en fonction | Fin de la fonction |
| ------ | --------------------------------------- | ------------------ | ------------------ |
| 1      | Eduard Simson                           | 1871               | 1874               |
| 2      | Max von Forckenbeck                     | 1874               | 1879               |
| 3      | Otto Theodor von Seydewitz              | 1879               | 1880               |
| 4      | Adolf von Arnim-Boitzenburg             | 1880               | 1881               |
| 5      | Gustav von Goßler                       | 1881               | 1881               |
| 6      | Albert von Levetzow                     | 1881               | 1884               |
| 7      | Wilhelm von Wedel-Piesdorf              | 1884               | 1888               |
| 8      | Albert von Levetzow                     | 1888               | 1895               |
| 9      | Rudolf Freiherr von Buol-Berenberg (de) | 1895               | 1898               |
| 10     | Franz von Ballestrem (de)               | 1898               | 1907               |
| 11     | Udo de Stolberg-Wernigerode             | 1907               | 1910               |
| 12     | Hans von Schwerin-Löwitz                | 1910               | 1912               |
| 13     | Johannes Kaempf (de)                    | 1912               | 1918               |
| 14     | Konstantin Fehrenbach                   | 1918               | 1918               |

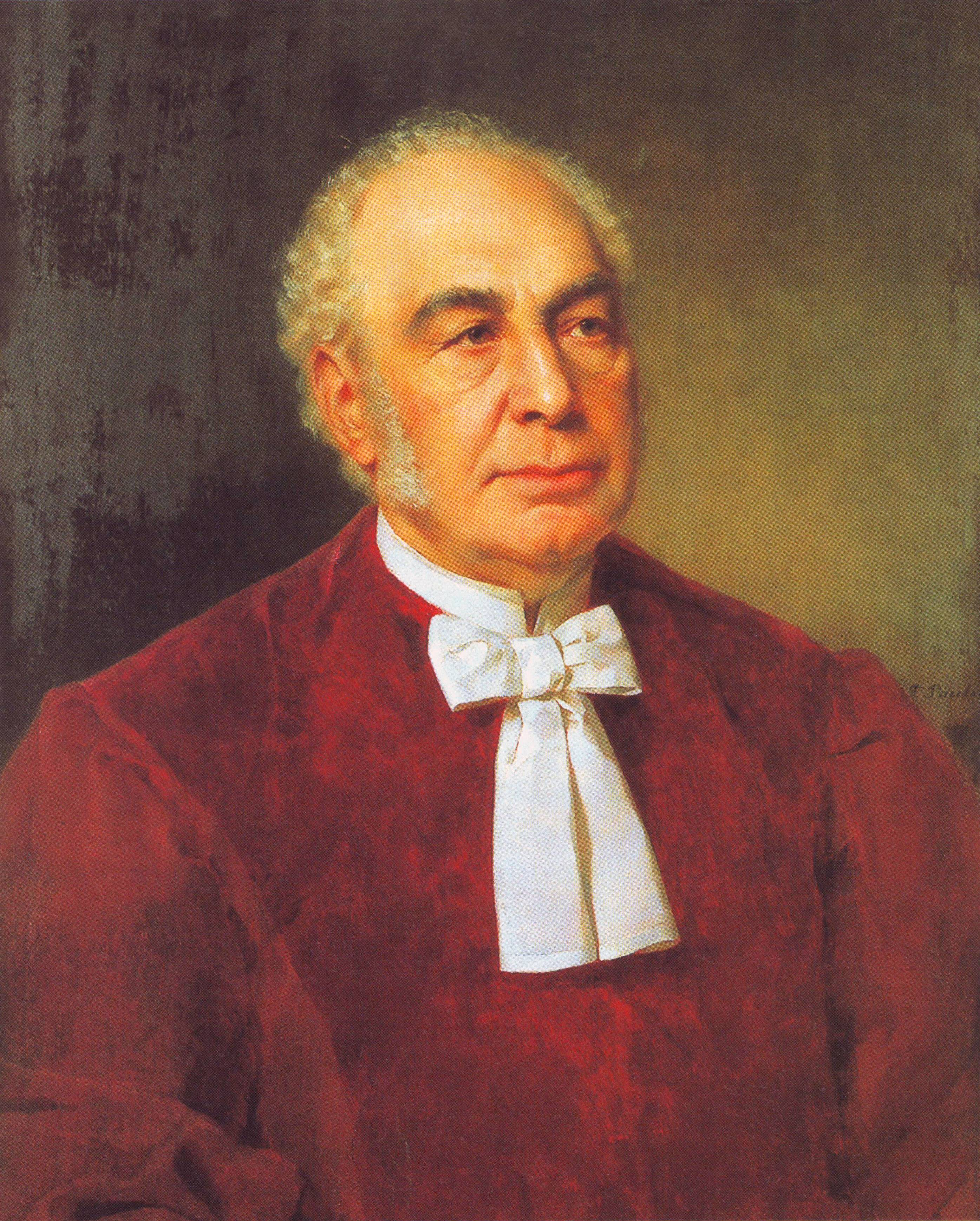
Eduard von Simson
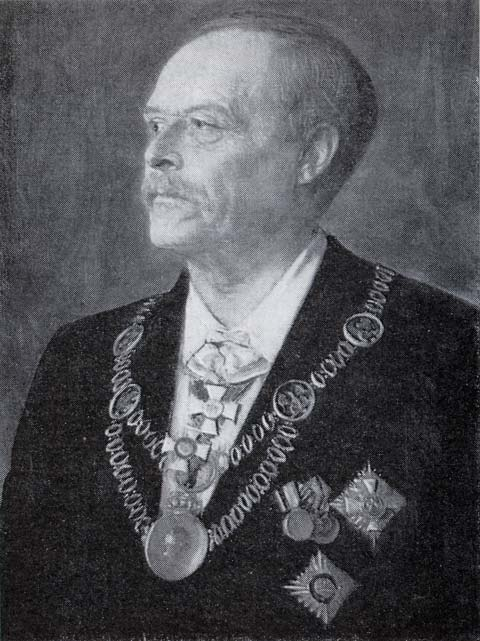
Max von Forckenbeck
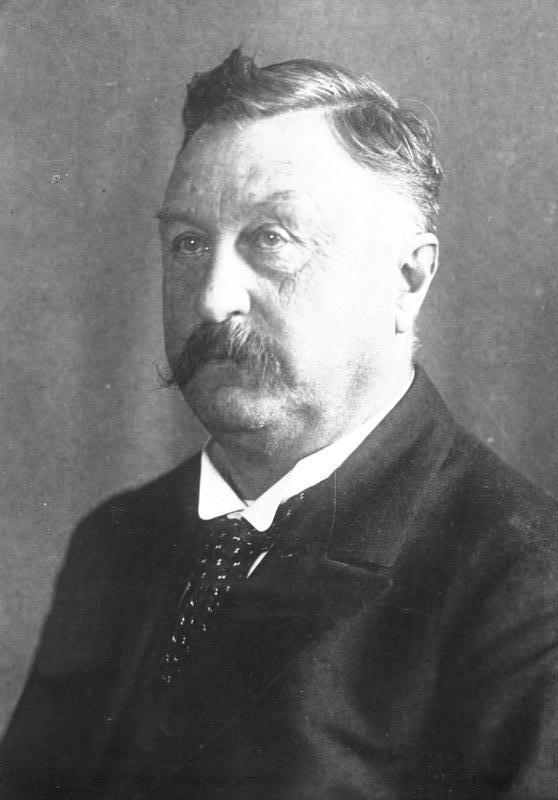
Konstantin Fehrenbach